# Taça do Liechtenstein de Futebol de 2016-17
A Taça do Liechtenstein de Futebol de 2016-17 foi a 72ª edição da copa anual do Liechtenstein. Sete clubes competiram com um total de 17 equipes por uma vaga na primeira pré-eliminatória da Liga Europa da UEFA de 2017-18.

## Clubes participantes
| Swiss Super League(primeiro nível) | 1. Liga Classic(4º nível)          | 2. Liga(6º nível) | 3. Liga(7º nível)                        | 4. Liga(8º nível)                                                                                                   | 5. Liga(9º nível)                                             |
| - FC Vaduz TH                      | - FC Balzers - USV Eschen / Mauren | - FC Ruggell      | - FC Balzers II - FC Schaan - FC Triesen | - FC Balzers III - USV Eschen / Mauren II - FC Ruggell II - FC Schaan II (Azzurri) - FC Triesen II - FC Triesenberg | - USV Eschen / Mauren III - FC Schaan III - FC Triesenberg II |

TH maior campeão.

## Primeira fase
A primeira fase envolve as equipes que não se qualificaram para as semifinais na última temporada. FC Vaduz II (U-23) não entrou na competição. Quatro deles recebem uma vaga para a segunda fase.
| Equipe 1                   | Placar | Equipe 2                    |
| -------------------------- | ------ | --------------------------- |
| 17 de agosto de 2016       |        |                             |
| FC Schaan III (9)          | 1-4    | USV Eschen / Mauren III (9) |
| 23 de agosto de 2016       |        |                             |
| FC Schaan II (Azzurri) (8) | 1-2    | FC Ruggell II (8)           |
| 24 de agosto de 2016       |        |                             |
| USV Eschen / Mauren II (8) | 3-0    | FC Triesenberg II (9)       |
| 7 de setembro de 2016      |        |                             |
| FC Triesen II (8)          | 1-5    | FC Balzers (4)              |

## Segunda fase
Os quatro vencedores da primeira fase juntamente com as quatro equipes que receberam uma vaga na segunda fase (FC Balzers III, FC Ruggell , FC Triesen e FC Triesenberg), vão competir na segunda fase.
| Equipe 1                    | Placar | Equipe 2           |
| --------------------------- | ------ | ------------------ |
| 27 de setembro de 2016      |        |                    |
| USV Eschen / Mauren II (8)  | 0-3    | FC Balzers (4)     |
| 28 de setembro de 2016      |        |                    |
| FC Balzers III (8)          | 0-2    | FC Ruggell (6)     |
| USV Eschen / Mauren III (9) | 0-7    | FC Triesenberg (8) |
| 4 de outubro de 2016        |        |                    |
| FC Ruggell II (8)           | 0-1    | FC Triesen (7)     |

## Quartas de final
Os quatro vencedores da segunda fase juntamente com os semifinalistas da última temporada (FC Vaduz , USV Eschen/Mauren , FC Balzers II e FC Schaan), vão competir nas quartas de final.
| Equipe 1              | Placar | Equipe 2                |
| --------------------- | ------ | ----------------------- |
| 25 de outubro de 2016 |        |                         |
| FC Balzers (4)        | 0-4    | USV Eschen / Mauren (4) |
| FC Ruggell (6)        | 0-11   | FC Vaduz (1)            |
| FC Triesenberg (8)    | 3-1    | FC Schaan (7)           |
| 26 de outubro de 2016 |        |                         |
| FC Balzers II (7)     | 0-2    | FC Triesen (7)          |

## Semifinais
| Equipe 1           | Placar | Equipe 2                |
| ------------------ | ------ | ----------------------- |
| 4 de abril de 2017 |        |                         |
| FC Triesenberg (8) | 2-4    | USV Eschen / Mauren (4) |
| FC Triesen (7)     | 0-18   | FC Vaduz (1)            |

## Final
| Equipe 1            | Placar | Equipe 2 |
| ------------------- | ------ | -------- |
| USV Eschen / Mauren | 1-5    | FC Vaduz |